# Mikhaïl Antónov
Mikhaïl Aleksàndrovitx Antónov (en rus Михаил Александрович Антонов) (Ijevsk, 4 de gener de 1986) és un ciclista rus, professional des del 2008 al 2013.
Del seu palmarès destaquen les victòries al Circuit de les Ardenes i al Tour de Loir i Cher.

## Palmarès
- 2009
  - 1r a la Mayor Cup
  - 1r al Memorial Oleg Diatxenko
  - 1r al Gran Premi Udmúrtskaia Pravda i vencedor de 3 etapes
- 2010
  - 1r al Circuit de les Ardenes i vencedor d'una etapa
  - 1r al Tour de Loir i Cher
- 2011
  - Vencedor d'una etapa al Tour de Loir i Cher